# Morató
Morató ist eine Ortschaft in Uruguay.

## Geographie
Sie befindet sich auf dem Gebiet des Departamento Paysandú in dessen Sektor 6. Morató liegt nordöstlich von Poblado Alonso und westsüdwestlich von Villa María (Tiatucura) etwa ein bis zwei Kilometer nördlich der Grenze zum Nachbardepartamento Río Negro, die hier vom südlich des Ortes entspringenden Arroyo Juan Tomás gebildet wird.

## Infrastruktur
Der nahe gelegene Bahnhof Estación Tres Arboles liegt an der Bahnstrecke Chamberlain–Salto.

## Einwohner
Für Morató wurden bei der Volkszählung im Jahr 2004 252 Einwohner registriert.
| Jahr | Einwohner |
| ---- | --------- |
| 1963 | 243       |
| 1975 | 201       |
| 1985 | 126       |
| 1996 | 228       |
| 2004 | 252       |

Quelle: Instituto Nacional de Estadística de Uruguay